# Laetmogonidae
De Laetmogonidae zijn een familie van zeekomkommers uit de orde Elasipodida.

## Geslachten
- Apodogaster Walsh, 1891
- Benthogone Koehler, 1895
- Gebrukothuria Rogacheva & Cross, 2009
- Laetmogone Théel, 1879
- Pannychia Théel, 1882
- Psychronaetes Pawson, 1983